# Nati nel 1839

## Gennaio(32)
- 1º gennaio - Ouida, scrittrice britannica († 1908)
- 1º gennaio - Ernst Schmit von Tavera, diplomatico e nobile austriaco († 1904)
- 2 gennaio - Gustave Trouvé, ingegnere, inventore e fisico francese († 1902)
- 3 gennaio - Febo Arcangeli, patriota e militare italiano († 1906)
- 3 gennaio - Placido Fabris, patriota e assassino italiano († 1907)
- 4 gennaio - Casimiro de Abreu, poeta brasiliano († 1860)
- 4 gennaio - Carl Humann, ingegnere tedesco († 1896)
- 5 gennaio - Nikolaj Linevič, militare russo († 1908)
- 5 gennaio - Nicolás de Piérola, politico peruviano († 1913)
- 6 gennaio - Arthur Gore, V conte di Arran, nobile e diplomatico irlandese († 1901)
- 7 gennaio - Max Britzelmayr, micologo tedesco († 1909)
- 8 gennaio - Augusto Benvenuti, scultore italiano († 1899)
- 8 gennaio - William A. Clark, politico e banchiere statunitense († 1925)
- 9 gennaio - John Knowles Paine, compositore, organista e docente statunitense († 1906)
- 9 gennaio - Luigi Liguori, politico e medico italiano († 1902)
- 10 gennaio - Carlo Alberto Gerbaix de Sonnaz, diplomatico e politico italiano († 1920)
- 11 gennaio - Elisabeth Järnefelt, mecenate finlandese († 1929)
- 13 gennaio - Emilio Orsini, scacchista e compositore di scacchi italiano († 1898)
- 17 gennaio - Albert Bernhard Frank, biologo tedesco († 1900)
- 17 gennaio - Wilhelm von Diez, pittore tedesco († 1907)
- 19 gennaio - Giovan Battista Asperti, militare italiano († 1920)
- 19 gennaio - Paul Cézanne, pittore francese († 1906)
- 20 gennaio - Carlo Melchiotti, italiano († 1917)
- 21 gennaio - Caterina Volpicelli, religiosa italiana († 1894)
- 23 gennaio - Carl August Heinrich Ferdinand Oesterley, pittore tedesco († 1930)
- 25 gennaio - Frederikke Federspiel, fotografa danese († 1913)
- 27 gennaio - Nikolaj Ivanovič Bobrikov, politico e militare russo († 1904)
- 27 gennaio - Hugo Kronecker, fisiologo tedesco († 1914)
- 27 gennaio - Eugène Protot, politico francese († 1921)
- 29 gennaio - Filippo Speranza, medaglista italiano († 1903)
- 30 gennaio - John Francis Bentley, architetto inglese († 1902)
- 30 gennaio - Franz Stockhausen, direttore d'orchestra tedesco († 1926)

## Febbraio(32)
- 2 febbraio - Rudolf von Fischer-Benzon, bibliotecario e botanico tedesco († 1911)
- 2 febbraio - Wolfgang Helbig, archeologo tedesco († 1915)
- 4 febbraio - Hamengkubuwono VII, sovrano indonesiano († 1931)
- 5 febbraio - Napoleone-Carlo Bonaparte, nobile francese († 1899)
- 6 febbraio - Yisrael Meir Kagan, rabbino e teologo lituano († 1933)
- 6 febbraio - Raoul Le Mouton de Boisdeffre, generale francese († 1919)
- 6 febbraio - Felix von Thümen, botanico e micologo tedesco († 1892)
- 7 febbraio - Fausto Guiotto, ingegnere italiano († 1927)
- 7 febbraio - Nicolaas Pierson, politico olandese († 1909)
- 8 febbraio - Enrico Castelnuovo, scrittore italiano († 1915)
- 8 febbraio - Gustav Karl Laube, geologo e paleontologo tedesco († 1923)
- 9 febbraio - Addison Emery Verrill, zoologo statunitense († 1926)
- 10 febbraio - Francesco Barzaghi, scultore italiano († 1892)
- 10 febbraio - Emilio Maria Miniati, arcivescovo cattolico italiano († 1918)
- 10 febbraio - Joseph Oller, impresario teatrale e imprenditore spagnolo († 1922)
- 11 febbraio - Josiah Willard Gibbs, ingegnere, chimico e fisico statunitense († 1903)
- 13 febbraio - William Arrol, imprenditore e politico scozzese († 1913)
- 13 febbraio - Albert Theisz, politico e sindacalista francese († 1881)
- 14 febbraio - Hermann Hankel, matematico tedesco († 1873)
- 14 febbraio - Oscar Liebreich, farmacologo tedesco († 1908)
- 14 febbraio - Francesco Todaro, anatomista, politico e ittiologo italiano († 1918)
- 15 febbraio - Bernardino Grimaldi, politico italiano († 1897)
- 18 febbraio - Pascual Cervera y Topete, ammiraglio spagnolo († 1909)
- 18 febbraio - Emilie Davis, scrittrice e stilista statunitense († 1889)
- 18 febbraio - Agostino Gaetano Riboldi, cardinale e arcivescovo cattolico italiano († 1902)
- 18 febbraio - Harry Seeley, paleontologo britannico († 1909)
- 18 febbraio - August Thon, giurista tedesco († 1912)
- 19 febbraio - Alpheus Spring Packard, entomologo e paleontologo statunitense († 1905)
- 19 febbraio - Giuseppe Ria, medico italiano († 1926)
- 21 febbraio - Pietro Saltini, pittore italiano († 1908)
- 22 febbraio - Octavius Catto, letterato, insegnante e attivista statunitense († 1871)
- 28 febbraio - Remigio Bartalini, politico e avvocato italiano († 1918)

## Marzo(48)
- 1º marzo - Luigi Pelloux, generale e politico italiano († 1924)
- 1º marzo - Agostino da Montefeltro, francescano italiano († 1921)
- 2 marzo - Léon Benett, pittore e illustratore francese († 1917)
- 2 marzo - Settimio Costantini, politico e giornalista italiano († 1899)
- 2 marzo - Francis Planté, pianista e compositore francese († 1934)
- 2 marzo - Ferdinand von Schlör, vescovo cattolico tedesco († 1924)
- 3 marzo - Jamshedji Tata, imprenditore indiano († 1904)
- 6 marzo - Olegario Víctor Andrade, poeta, giornalista e politico argentino († 1882)
- 6 marzo - Reinhard Kekulé von Stradonitz, archeologo tedesco († 1911)
- 7 marzo - Luciano Armanni, medico italiano († 1903)
- 7 marzo - Ludwig Mond, chimico britannico († 1909)
- 7 marzo - Giacomo Segre, militare italiano († 1894)
- 8 marzo - Josephine Cochrane, inventrice statunitense († 1913)
- 8 marzo - James Crafts, chimico statunitense († 1917)
- 8 marzo - Augusto Sindici, militare, patriota e poeta italiano († 1921)
- 11 marzo - Franz von Meran, conte austriaco († 1891)
- 12 marzo - Stefania Etzerodt Omboni, filantropa italiana († 1917)
- 13 marzo - Tage Reedtz-Thott, politico danese († 1923)
- 15 marzo - Daniel Ridgway Knight, pittore statunitense († 1924)
- 16 marzo - Giovanni Acquaderni, sociologo e banchiere italiano († 1922)
- 16 marzo - Emilio Franceschi, scultore italiano († 1890)
- 16 marzo - Émile Jean-Fontaine, velista francese († 1905)
- 16 marzo - Giuseppe Paoli, fantino italiano († 1880)
- 16 marzo - Sully Prudhomme, poeta francese († 1907)
- 16 marzo - John Butler Yeats, pittore irlandese († 1922)
- 16 marzo - Harry Yount, militare e esploratore statunitense († 1924)
- 17 marzo - Christian Griepenkerl, pittore tedesco († 1916)
- 17 marzo - Joseph Gabriel Rheinberger, compositore e organista liechtensteinese († 1901)
- 18 marzo - Karl Dilthey, archeologo tedesco († 1907)
- 19 marzo - Giuseppe Domenico Felli, scultore italiano († 1897)
- 20 marzo - Demeter Diamantidi, alpinista, pittore e sportivo austriaco († 1893)
- 21 marzo - Modest Petrovič Musorgskij, compositore russo († 1881)
- 22 marzo - John Gathorne-Hardy, II conte di Cranbrook, politico inglese († 1911)
- 23 marzo - Alfonso Maria Fusco, presbitero italiano († 1910)
- 23 marzo - Julius von Hann, meteorologo austriaco († 1921)
- 24 marzo - Maxime Lisbonne, militare e giornalista francese († 1905)
- 24 marzo - Horace Parnell Tuttle, astronomo statunitense († 1923)
- 25 marzo - Marianne Hainisch, attivista austriaca († 1936)
- 25 marzo - Carlo Pellegrini, pittore italiano († 1889)
- 27 marzo - Gottlieb Viehe, missionario tedesco († 1901)
- 28 marzo - Achille Fazzari, politico italiano († 1910)
- 28 marzo - Pietro Landolina, politico italiano († 1885)
- 28 marzo - Giovan Battista Magnaghi, oceanografo, politico e progettista italiano († 1902)
- 28 marzo - Julius Schubring, filologo classico tedesco († 1914)
- 29 marzo - Giuseppe Ellena, militare italiano († 1918)
- 30 marzo - Luigi Giacomelli, religioso italiano († 1926)
- 30 marzo - John Seymour Keay, politico e imprenditore scozzese († 1909)
- 31 marzo - Nikolaj Petrovič Lišin, generale russo († 1906)

## Aprile(25)
- 1º aprile - Constantin von Waldburg-Zeil, nobile e politico tedesco († 1905)
- 2 aprile - Cecrope Barilli, pittore italiano († 1911)
- 3 aprile - Heinrich Nissen, storico tedesco († 1912)
- 4 aprile - Francesco Meardi, avvocato e politico italiano († 1909)
- 6 aprile - Antonio Starabba, marchese di Rudinì, nobile, politico e prefetto italiano († 1908)
- 7 aprile - Luigi Cavalli, politico italiano († 1924)
- 7 aprile - Ida Ferenczy, nobile ungherese († 1928)
- 12 aprile - Joseph Charlemont, pugile e allenatore di pugilato francese († 1929)
- 12 aprile - Victorin de Joncières, compositore e critico musicale francese († 1903)
- 12 aprile - Nikolaj Michajlovič Prževal'skij, esploratore russo († 1888)
- 14 aprile - Wilhelm Wimpff, imprenditore tedesco († 1903)
- 16 aprile - Ferdinando del Re, compositore italiano († 1887)
- 17 aprile - Emidio Chiaradia, avvocato e politico italiano († 1904)
- 18 aprile - Auguste Sicard, attivista francese
- 20 aprile - Guglielmo Korner, chimico tedesco († 1925)
- 20 aprile - Francesco Siacci, matematico e politico italiano († 1907)
- 20 aprile - Aleksandr Aleksandrovič Fišer fon Val'dgejm, botanico russo († 1920)
- 20 aprile - Carlo I di Romania, principe tedesco († 1914)
- 26 aprile - Antonio Di Trento, politico italiano
- 29 aprile - Maximilian Vogel von Falckenstein, generale prussiano († 1917)
- 29 aprile - Victor Jouët, presbitero francese († 1912)
- 29 aprile - Marcellus Stearns, politico e militare statunitense († 1891)
- 30 aprile - Floriano Vieira Peixoto, generale e politico brasiliano († 1895)
- 30 aprile - Yoshitoshi, incisore, pittore e poeta giapponese († 1892)
- 30 aprile - Carlo Salvatore d'Asburgo-Lorena, nobile italiano († 1892)

## Maggio(33)
- 1º maggio - Hilaire de Chardonnet, ingegnere e inventore francese († 1924)
- 1º maggio - Adolf Guyer-Zeller, imprenditore svizzero († 1899)
- 4 maggio - Domenico Carbone-Grio, patriota, giornalista e saggista italiano († 1905)
- 4 maggio - Achille Graziani, archeologo italiano († 1918)
- 4 maggio - Thorstein Hiortdahl, chimico, mineralogista e politico norvegese († 1925)
- 6 maggio - Rinaldo Taverna, nobile, politico e generale italiano († 1913)
- 8 maggio - Angelo Michele Iannacchino, vescovo cattolico italiano († 1920)
- 10 maggio - Amalie Joachim, cantante lirica e insegnante tedesca († 1899)
- 12 maggio - Heinrich von Geymüller, storico dell'arte svizzero († 1909)
- 14 maggio - Enrico Crocini, politico italiano († 1916)
- 14 maggio - Edward O'Brien, XIV barone Inchiquin, politico inglese († 1900)
- 16 maggio - Edward Stanley, IV barone di Alderley, nobile e politico inglese († 1925)
- 19 maggio - Adolphe Alexandre Lesrel, pittore francese († 1929)
- 19 maggio - Joseph Maria von Radowitz, diplomatico e politico tedesco († 1912)
- 19 maggio - Emilio Rosetti, ingegnere e matematico italiano († 1908)
- 20 maggio - Bernardino Caballero, militare e politico paraguaiano († 1912)
- 20 maggio - Geremia Discanno, pittore italiano († 1907)
- 20 maggio - Richard Sadebeck, micologo e botanico tedesco († 1905)
- 21 maggio - Hélène de Chappotin de Neuville, religiosa francese († 1904)
- 21 maggio - Nils Christoffer Dunér, astronomo svedese († 1914)
- 24 maggio - Tito Mattei, compositore, pianista e direttore d'orchestra italiano († 1914)
- 26 maggio - Felice Racagni, militare e politico italiano († 1919)
- 26 maggio - Giuseppe Telfener, imprenditore e politico italiano († 1898)
- 27 maggio - Salvatore Albano, scultore italiano († 1893)
- 27 maggio - Modesto Faustini, pittore italiano († 1891)
- 27 maggio - Lucjan Malinowski, linguista polacco († 1898)
- 27 maggio - François-Désiré Mathieu, cardinale e arcivescovo cattolico francese († 1908)
- 28 maggio - Luigi Capuana, scrittore, critico letterario e giornalista italiano († 1915)
- 29 maggio - Mary Louisa Molesworth, scrittrice inglese († 1921)
- 29 maggio - Carlo Puini, orientalista italiano († 1924)
- 29 maggio - Gustavo Uzielli, mineralogista, storico e patriota italiano († 1911)
- 30 maggio - Ellen Franz, attrice e drammaturga tedesca († 1923)
- 30 maggio - Robert Hartig, botanico e micologo tedesco († 1901)

## Giugno(23)
- 1º giugno - Abdyl Frashëri, politico, diplomatico e scrittore albanese († 1892)
- 3 giugno - Paul Lindau, drammaturgo tedesco († 1919)
- 3 giugno - C. Meyer Zulick, giurista e politico statunitense († 1926)
- 4 giugno - Arnold von Lasaulx, mineralogista tedesco († 1886)
- 6 giugno - Diego da Vallinfreda, religioso italiano († 1919)
- 6 giugno - H. F. L. Meyer, compositore di scacchi tedesco († 1928)
- 8 giugno - Giangiacomo Trivulzio, nobile, politico e numismatico italiano († 1902)
- 10 giugno - Ludvig Holstein-Ledreborg, politico danese († 1912)
- 12 giugno - Basilide Del Zio, scrittore italiano († 1919)
- 16 giugno - Carlo Italo Panattoni, politico italiano († 1899)
- 16 giugno - Julius Petersen, matematico danese († 1910)
- 17 giugno - Henry Holiday, artista inglese († 1927)
- 18 giugno - Ulisse Cantagalli, pittore e ceramista italiano († 1901)
- 18 giugno - Martin Greif, poeta e scrittore tedesco († 1911)
- 20 giugno - Konstantin Egorovič Makovskij, pittore russo († 1915)
- 21 giugno - Machado de Assis, scrittore e poeta brasiliano († 1908)
- 24 giugno - Rosetta Douglass, docente, scrittrice e attivista statunitense († 1906)
- 24 giugno - Giovanni Battista Lamperti, musicista italiano († 1910)
- 24 giugno - Emanuel Herrmann, economista austriaco († 1902)
- 24 giugno - Gustavus Franklin Swift, imprenditore statunitense († 1903)
- 25 giugno - Aleksandr Aleksandrovič Gercen, medico russo († 1906)
- 27 giugno - George Mary Searle, astronomo statunitense († 1918)
- 29 giugno - Igino Ugo Tarchetti, scrittore, giornalista e militare italiano († 1869)

## Luglio(32)
- 2 luglio - Henry De Thierry, imprenditore e dirigente sportivo britannico († 1919)
- 2 luglio - Elia Facchini, presbitero italiano († 1900)
- 6 luglio - Bernardino Zendrini, germanista, critico letterario e traduttore italiano († 1879)
- 7 luglio - Feodora di Hohenlohe-Langenburg, principessa († 1872)
- 8 luglio - Vincenzo Promis, numismatico, bibliotecario e storico italiano († 1889)
- 8 luglio - Heinrich Ritter von Zeissberg, storico austriaco († 1899)
- 8 luglio - John Davison Rockefeller, imprenditore statunitense († 1937)
- 8 luglio - Giovanni Battista Scalabrini, vescovo cattolico italiano († 1905)
- 9 luglio - Enrico Cruciani Alibrandi, ingegnere e politico italiano († 1921)
- 9 luglio - Giuseppe Ricciardi, vescovo cattolico italiano († 1908)
- 10 luglio - Adolphus Busch, imprenditore e filantropo tedesco († 1913)
- 11 luglio - Julius Euting, orientalista e arabista tedesco († 1913)
- 12 luglio - Jules-Clément Chaplain, scultore e medaglista francese († 1909)
- 12 luglio - Nicola Antonio Pedicino, botanico italiano († 1883)
- 12 luglio - John Pentland Mahaffy, scrittore svizzero († 1919)
- 13 luglio - Giuseppe Perrucchetti, generale italiano († 1916)
- 14 luglio - Anna Risi, modella italiana († 1900)
- 17 luglio - Friedrich Gernsheim, musicista e direttore d'orchestra tedesco († 1916)
- 17 luglio - Adolf Remelé, mineralogista e geologo tedesco († 1915)
- 19 luglio - Jean-Baptiste Chardon, operaio e attivista francese († 1898)
- 20 luglio - Julius Friedrich Cohnheim, patologo tedesco († 1884)
- 21 luglio - Francesco Satolli, cardinale italiano († 1910)
- 22 luglio - Jakob Hurt, teologo, linguista e pastore protestante estone († 1907)
- 24 luglio - Beatrice Speraz, scrittrice italiana († 1923)
- 25 luglio - Francis Garnier, esploratore francese († 1873)
- 25 luglio - Léon Ollé-Laprune, filosofo francese († 1898)
- 28 luglio - Costantino Maes, bibliotecario e pubblicista italiano († 1910)
- 29 luglio - Luigi Bolis, tenore italiano († 1905)
- 29 luglio - Aleksandr Grigor'evič Stoletov, fisico russo († 1896)
- 31 luglio - Ignacio Andrade, politico venezuelano († 1925)
- 31 luglio - Edoardo Giraud, attore e commediografo italiano († 1912)
- 31 luglio - Reginaldo Toro, vescovo cattolico argentino († 1904)

## Agosto(35)
- 1º agosto - Maria Lucrezia Zileri dal Verme, religiosa italiana († 1923)
- 3 agosto - Hippolyte Langlois, generale francese († 1912)
- 4 agosto - Walter Pater, saggista e critico letterario inglese († 1894)
- 5 agosto - Charles Longuet, politico francese († 1903)
- 6 agosto - Raimund von Stillfried, fotografo austriaco († 1911)
- 7 agosto - Charles Hermans, pittore belga († 1924)
- 8 agosto - Otto Finsch, etnografo, naturalista e esploratore tedesco († 1917)
- 8 agosto - Nelson Miles, generale statunitense († 1925)
- 9 agosto - Carlo Teodoro in Baviera, nobile tedesco († 1909)
- 9 agosto - Gaston Paris, filologo e medievista francese († 1903)
- 10 agosto - Ludovico Quandel, militare, politico e scrittore italiano († 1929)
- 12 agosto - Giuseppe Cuzzi, avvocato e politico italiano († 1923)
- 13 agosto - Marziano Ciotti, patriota italiano († 1887)
- 13 agosto - Michael Augustine Corrigan, arcivescovo cattolico statunitense († 1902)
- 13 agosto - Karl von Seebach, paleontologo, vulcanologo e geologo tedesco († 1880)
- 14 agosto - Mariano Coppedè, artigiano, scultore e intagliatore italiano († 1920)
- 16 agosto - William Jones, militare britannico († 1913)
- 16 agosto - Friedrich Ferdinand Schäfer, pittore statunitense († 1927)
- 17 agosto - Matthijs Maris, pittore e incisore olandese († 1917)
- 18 agosto - Carlo Gorio, politico italiano († 1917)
- 18 agosto - Donato Jaja, filosofo italiano († 1914)
- 19 agosto - Julius Oscar Brefeld, botanico e micologo tedesco († 1925)
- 19 agosto - Kume Kunitake, storico giapponese († 1931)
- 20 agosto - Ettore De Ruggiero, storico e filologo italiano († 1926)
- 23 agosto - George Clement Perkins, politico statunitense († 1923)
- 23 agosto - Antonio Tolomei, politico italiano († 1888)
- 23 agosto - Ignazio Zuccaro, vescovo cattolico italiano († 1913)
- 24 agosto - Jean-Baptiste Lavastre, pittore francese († 1891)
- 24 agosto - Eduard Francevič Napravnik, compositore e direttore d'orchestra ceco († 1916)
- 26 agosto - Alfredo d'Andrade, architetto, archeologo e pittore portoghese († 1915)
- 27 agosto - Emory Upton, generale statunitense († 1881)
- 28 agosto - Alessandro Casalini, politico italiano († 1921)
- 28 agosto - Amedeo Vella, compositore italiano († 1923)
- 30 agosto - Charles-Moïse Briquet, imprenditore, storico e filantropo svizzero († 1918)
- 31 agosto - Emilio Comba, storico e religioso italiano († 1904)

## Settembre(37)
- 1º settembre - Angelo Collini, patriota e notaio italiano († 1921)
- 1º settembre - Sarah Pardee Winchester, statunitense († 1922)
- 1º settembre - Charles Edward Perugini, pittore inglese († 1918)
- 1º settembre - Otto Pfleiderer, teologo tedesco († 1908)
- 2 settembre - Henry George, economista e politico statunitense († 1897)
- 2 settembre - Raffaele Rigotti, patriota italiano († 1861)
- 3 settembre - George Lansing Raymond, docente e scrittore statunitense († 1929)
- 5 settembre - James Innes-Ker, VII duca di Roxburghe, nobile scozzese († 1892)
- 7 settembre - Patricio Montojo y Pasarón, ammiraglio spagnolo († 1917)
- 8 settembre - John Aitken, geofisico scozzese († 1919)
- 8 settembre - Gregorio Luperón, politico dominicano († 1897)
- 8 settembre - Costantino Pittei, matematico e astronomo italiano († 1912)
- 8 settembre - Natalicio Talavera, giornalista e poeta paraguaiano († 1867)
- 9 settembre - Edmond-Frédéric Fuzet, arcivescovo cattolico e scrittore francese († 1915)
- 9 settembre - Gerlando Maria Genuardi, vescovo cattolico italiano († 1907)
- 9 settembre - Laura Spelman Rockefeller, filantropa statunitense († 1915)
- 9 settembre - Maria Swanenburg, serial killer olandese († 1915)
- 10 settembre - Stefano Elia Marchetti, patriota e militare italiano († 1863)
- 10 settembre - Charles Sanders Peirce, matematico, filosofo e semiologo statunitense († 1914)
- 12 settembre - Fëdor Karlovič Avelan, ammiraglio e politico russo († 1916)
- 12 settembre - Errico De Renzi, patologo e politico italiano († 1921)
- 12 settembre - John Joseph Keane, arcivescovo cattolico irlandese († 1918)
- 13 settembre - Samuel Gee, medico britannico († 1911)
- 15 settembre - Georg Lunge, chimico tedesco († 1923)
- 17 settembre - Charles Joseph Beauverie, pittore, incisore e illustratore francese († 1923)
- 17 settembre - Ida del Liechtenstein, principessa austriaca († 1921)
- 18 settembre - Carlo Podrecca, avvocato e storico italiano († 1916)
- 20 settembre - Cecilia di Baden, principessa († 1891)
- 20 settembre - Luigi Perla, patriota e militare italiano († 1871)
- 24 settembre - John Neale Dalton, presbitero inglese († 1931)
- 25 settembre - Mina Kruseman, scrittrice, attrice e commediografa olandese († 1922)
- 25 settembre - Karl Alfred von Zittel, geologo e paleontologo tedesco († 1904)
- 26 settembre - Ludwig Wittmack, botanico e micologo tedesco († 1929)
- 27 settembre - Henry Phipps Jr., imprenditore statunitense († 1930)
- 28 settembre - Theodor Langhans, medico tedesco († 1915)
- 28 settembre - Frances Willard, attivista e educatrice statunitense († 1898)
- 29 settembre - Luigi Canzi, politico, imprenditore e patriota italiano († 1922)

## Ottobre(32)
- 2 ottobre - Hans Thoma, pittore tedesco († 1924)
- 2 ottobre - François Oscar de Négrier, militare francese († 1913)
- 3 ottobre - Alfredo Cottrau, ingegnere, imprenditore e politico italiano († 1898)
- 4 ottobre - Francesco Fogolla, missionario e vescovo cattolico italiano († 1900)
- 4 ottobre - Francesco Pasta, attore italiano († 1905)
- 5 ottobre - Eugène Varlin, politico francese († 1871)
- 6 ottobre - Mahmud Sami al-Barudi, militare, poeta e politico egiziano († 1904)
- 7 ottobre - Anna Brassey, viaggiatrice e scrittrice inglese († 1887)
- 8 ottobre - Enrico Novaria, patriota e militare italiano († 1866)
- 8 ottobre - Johannes Otzen, architetto tedesco († 1911)
- 9 ottobre - Paolo II Demidoff, nobile e imprenditore russo († 1885)
- 9 ottobre - Alfonso Vastarini Cresi, politico italiano († 1902)
- 10 ottobre - Francisco Giner de los Ríos, pedagogo e scrittore spagnolo († 1915)
- 11 ottobre - Nicolae Teclu, chimico e architetto rumeno († 1916)
- 13 ottobre - Vincenzo De Blasio Di Palizzi, politico italiano († 1906)
- 13 ottobre - Alois Monti, pediatra austriaco († 1909)
- 15 ottobre - Cosimo Giordano, brigante italiano († 1888)
- 18 ottobre - Johann August Georg Edmund Mojsisovics von Mojsvar, geologo e paleontologo austriaco († 1907)
- 19 ottobre - Jane Morris, modella britannica († 1914)
- 22 ottobre - Gustave Borgnis-Desbordes, militare francese († 1900)
- 23 ottobre - François Bidel, circense francese († 1909)
- 24 ottobre - Giacinto da Belmonte, monaco cristiano, presbitero e scrittore italiano († 1899)
- 25 ottobre - Robert Henry Thurston, ingegnere statunitense († 1903)
- 28 ottobre - Emanuel Mendel, neurologo e psichiatra tedesco († 1907)
- 29 ottobre - Kate Dickens, pittrice britannica († 1929)
- 29 ottobre - Diego Martelli, critico d'arte e mecenate italiano († 1896)
- 29 ottobre - Imre Steindl, architetto ungherese († 1902)
- 30 ottobre - Hubert von Grashey, psichiatra tedesco († 1914)
- 30 ottobre - Alfred Sisley, pittore inglese († 1899)
- 31 ottobre - Ernst Heinrich Göring, politico e diplomatico tedesco († 1913)
- 31 ottobre - Ulisse Martinelli, patriota italiano
- 31 ottobre - Raffaello Pagliaccetti, scultore italiano († 1900)

## Novembre(20)
- 1º novembre - Ahmed Muhtar Pascià, militare e politico ottomano († 1919)
- 2 novembre - Ernst Georg Ferdinand Küster, chirurgo tedesco († 1930)
- 3 novembre - Pomare V, re († 1891)
- 4 novembre - José Cueto Díez de la Maza, vescovo cattolico spagnolo († 1908)
- 5 novembre - Ferdinando Brusotti, fisico e inventore italiano († 1899)
- 7 novembre - Hermann Levi, direttore d'orchestra e compositore tedesco († 1900)
- 8 novembre - Ivan Logginovič Goremykin, politico russo († 1917)
- 9 novembre - Tadeusz Korzon, storico polacco († 1918)
- 9 novembre - Paule Mink, attivista francese († 1901)
- 10 novembre - Nicolò Avarna, nobile, imprenditore e politico italiano († 1920)
- 11 novembre - Giovanni Bovi Campeggi, patriota italiano († 1867)
- 14 novembre - Júlio Dinis, scrittore e medico portoghese († 1871)
- 16 novembre - Pietro Bouvier, pittore italiano († 1927)
- 16 novembre - Louis Fréchette, poeta, scrittore e politico canadese († 1908)
- 16 novembre - Cesira Pozzolini, scrittrice e filantropa italiana († 1914)
- 16 novembre - Guido Sommi Picenardi, storico e letterato italiano († 1914)
- 18 novembre - Paul Georges Dieulafoy, chirurgo e medico francese († 1911)
- 19 novembre - Emil Škoda, imprenditore boemo († 1900)
- 28 novembre - Antonio D'Achiardi, mineralogista italiano († 1902)
- 29 novembre - Æneas Mackay, politico olandese († 1909)

## Dicembre(24)
- 1º dicembre - Wilhelm Kiesselbach, medico tedesco († 1902)
- 2 dicembre - Gioacchino Di Marzo, gesuita, bibliografo e storico dell'arte italiano († 1916)
- 5 dicembre - George Armstrong Custer, militare statunitense († 1876)
- 7 dicembre - Redvers Buller, generale britannico († 1908)
- 7 dicembre - Paul-Gustave Herbinger, militare francese († 1886)
- 8 dicembre - Annibale Ferrero, matematico italiano († 1902)
- 9 dicembre - Norman Selfe, ingegnere, architetto e inventore inglese († 1911)
- 9 dicembre - Francesco Tenerelli, politico italiano († 1899)
- 12 dicembre - Caroline Ingalls, statunitense († 1924)
- 13 dicembre - Charles Clarke, generale inglese († 1932)
- 16 dicembre - Fredrik Johan Wiik, geologo e mineralogista finlandese († 1909)
- 17 dicembre - Ferdinand de Rothschild, banchiere francese († 1898)
- 17 dicembre - Newton Horace Winchell, geologo statunitense († 1914)
- 18 dicembre - Julius Bernstein, fisiologo tedesco († 1917)
- 18 dicembre - Emilio Praga, scrittore, poeta e pittore italiano († 1875)
- 18 dicembre - Théodule-Armand Ribot, psicologo francese († 1916)
- 21 dicembre - Émile Jungfleisch, chimico francese († 1916)
- 22 dicembre - Georges Rayet, astronomo francese († 1906)
- 22 dicembre - Benjamin von Kállay, politico e traduttore ungherese († 1903)
- 23 dicembre - Carl Otto Løvenskiold, ufficiale e politico norvegese († 1916)
- 26 dicembre - Charles-Jean Seghers, missionario e arcivescovo cattolico belga († 1886)
- 27 dicembre - Casimiro Gennari, cardinale italiano († 1914)
- 30 dicembre - Albert Auguste Cochon de Lapparent, geologo francese († 1908)
- 31 dicembre - Dimitrie Ghica-Comănești, politico e esploratore rumeno († 1923)

## Senza giorno specificato(50)
- James A. Herne, drammaturgo statunitense († 1901)
- Michele Amadei, politico, sindacalista e giornalista italiano († 1906)
- Amilcare Ancona, architetto, archeologo e numismatico italiano († 1890)
- William T. Anderson, criminale statunitense († 1864)
- Ludwig Anzengruber, drammaturgo austriaco († 1899)
- Anton Appunn, fisico e organista tedesco († 1909)
- John Ballance, politico neozelandese († 1893)
- Effie Bancroft, attrice, direttrice teatrale e scrittrice britannica († 1921)
- Joseph Emile Barbier, matematico e astronomo francese († 1889)
- Raffaele Belluzzi, patriota e politico italiano († 1903)
- Federico Bonola, patriota e esploratore italiano († 1912)
- Thomas Brown, politico statunitense († 1908)
- Angelo Ceresetto, militare italiano († 1860)
- Thomas Thornville Cooper, esploratore britannico († 1878)
- Francesco Didioni, pittore italiano († 1895)
- Dong Fuxiang, generale cinese († 1908)
- Alphonse Joseph Charles Dubois, naturalista belga († 1920)
- Giuseppe Felici, fotografo italiano († 1923)
- Calixto García Iñíguez, patriota cubano († 1898)
- James Geikie, geologo scozzese († 1915)
- Gerasimo di Gerusalemme, arcivescovo ortodosso greco († 1897)
- Kenneth J. Grant, missionario canadese († 1932)
- Hermanus Willem Koekkoek, pittore e architetto olandese († 1895)
- Georges Leclanché, ingegnere francese († 1882)
- James D. Lynch, politico statunitense († 1872)
- Giovanni Maccarinelli, organaro italiano († 1923)
- Makea Takau Ariki, regina cookese († 1911)
- Giovanni Mazzotti Biancinelli, letterato, scrittore e politico italiano († 1919)
- Antonino Parlapiano, politico italiano († 1903)
- Pragmalji II, principe indiano († 1875)
- Louis-Auguste Sabatier, teologo francese († 1901)
- Salim bin Thuwaini, sovrano omanita († 1876)
- Achille Savoia, pittore italiano († 1886)
- Raffaele Schiattarella, giurista italiano († 1902)
- Antonino Sciascia, medico e scienziato italiano († 1925)
- Enrico Seffer, fotografo italiano († 1919)
- Fausto Sestini, chimico italiano († 1904)
- Mic Sokoli, patriota albanese († 1881)
- Almon Strowger, inventore statunitense († 1902)
- Apollinarija Prokof'evna Suslova, scrittrice russa († 1918)
- Philippe Édouard Léon van Tieghem, botanico francese († 1914)
- Aleksej Andreevič Tillo, geografo e cartografo russo († 1899)
- Aurelio Tiratelli, pittore e fotografo italiano († 1900)
- Antonio Varni, pittore italiano († 1908)
- Antonio Verri, geologo e paleontologo italiano († 1925)
- Charles Wood, II visconte Halifax, religioso inglese († 1934)
- Thomas W. Wood, illustratore e ornitologo inglese († 1910)
- Yang Jianhou, artista marziale cinese († 1917)
- Dabulamanzi kaMpande, condottiero zulu († 1886)
- Pavlo Čubynskyj, etnografo e poeta ucraino († 1884)